# هاردينغ نانا
هاردينغ نانا (بالفرنسية: Harding Nana)‏ مواليد 17 يناير 1981 في دوالا، هو لاعب كرة سلة كاميروني. بدأ مسيرته الاحترافية في سنة 2006. يلعب في الدوري الدنماركي لكرة السلة. يحمل الرقم 12. يبلغ طوله 6 قدم 8 بوصة (2.0 م). لعب مع تورو زغورجيلتس ونادي لوفين براونشفايغ لكرة السلة.

## روابط خارجية
- هاردينغ نانا على موقع الاتحاد الدولي لكرة السلة (الإنجليزية)
- هاردينغ نانا على موقع الدوري الأوروبي لكرة السلة (الإنجليزية)
- هاردينغ نانا على موقع كرة السلة الأوروبية.كوم (الإنجليزية)
- هاردينغ نانا على موقع كلية كرة السلة في سبورتس رفرنس.كوم (الإنجليزية)
- هاردينغ نانا على موقع ريلجم (الإنجليزية)
- هاردينغ نانا على موقع بروبوليرز (الإنجليزية)
- هاردينغ نانا على موقع سبورتس رفرنس (الإنجليزية)